# Містер Олімпія 2014

Емблема змагань «Містер Олімпія»

Містер Олімпія 2014 (англ. 2014 Mr. Olympia) — одне з найбільш значущих та відомих міжнародних змагань з культуризму, що проходило під егідою Міжнародної федерації бодібілдингу (англ. International Federation of Bodybuilding, IFBB) з 18 по 21 вересня 2014 у Лас-Вегасі, штат Невада, США на Orleans Arena. Це був 50-й за рахунком конкурс «Містер Олімпія». Призовий фонд змагання становив 710 000 доларів США.
Переможцем став американський культурист Філ Хіт, ставши чотириразовим переможцем конкурсу.

## Учасники

### Абсолютна категорія
Спортсмени, що отримали кваліфікацію:
| Місце | Учасник           | Приз     | Країна     | 1+2 | 4  | Бали |
| ----- | ----------------- | -------- | ---------- | --- | -- | ---- |
| 1     | Філ Хіт           | $275 000 | США        | 5   | 5  | 10   |
| 2     | Кай Грін          | $130 000 | США        | 10  | 10 | 20   |
| 3     | Шон Роден         | $90 000  | Ямайка     | 15  | 15 | 30   |
| 4     | Денніс Вольф      | $55 000  | Німеччина  | 20  | 20 | 40   |
| 5     | Декстер Джексон   | $45 000  | США        | 27  | 25 | 52   |
| 6     | Бренч Воррен      | $35 000  | США        | 30  | 35 | 65   |
| 7     | Мамду Елссібай    | $25 000  | Єгипет     | 35  | 31 | 66   |
| 8     | Віктор Мартінес   | $20 000  | Домінікана | 36  | 38 | 74   |
| 9     | Стівен Кукло      | $19 000  | США        | 49  | 50 | 99   |
| 10    | Хуан Морель       | $16 000  | США        | 50  | 56 | 106  |
| 11    | Джонні Джексон    |          | США        | 58  | 53 | 111  |
| 12    | Роллі Вінклаар    |          | Кюрасао    | 58  | 54 | 112  |
| 13    | Фред Смоллс       |          | США        | 67  | 72 | 139  |
| 14    | Джонатан Делароса |          | США        | 71  | 70 | 141  |
| 15    | Вільям Бонек      |          | Нідерланди | 74  | 71 | 145  |
| 16    | Жожо Н'Тіфоро     |          | США        | 80  | 80 | 160  |
| 16    | Ібрагім Фахім     |          | Єгипет     | 80  | 80 | 160  |

### Категорія-212 lb (до 96 кг)
Таблиця:
| Місце | Учасник                  | Країна          |
| ----- | ------------------------ | --------------- |
|       | Байтоллах Аббаспур       | Іран            |
|       | Ахмад Ахмад              | Швеція          |
|       | Марк Дагдейі             | США             |
|       | Чарльз Діксон            | США             |
|       | Маіоба Едвардос          | Канада          |
|       | Кевін Інгліш             | США             |
|       | Рауль Карраско           | Іспанія         |
|       | Аарон Кларк              | США             |
|       | Едуардо Корреа Да Сільва | Бразилія        |
|       | Джеймс Льюїс             | Велика Британія |
|       | Хосе Реймонд             | США             |
|       | Девід Генрі              | США             |
|       | Гай Цістеріно            | США             |
|       | Самі Ель Хаддад          | Бахрейн         |
|       | Хідетада Ямагіші         | Японія          |